# Babin Zarzeczny
Babin Zarzeczny (ukr. Бабин-Зарічний, Babyn-Zaricznyj) – wieś na Ukrainie, w obwodzie iwanofrankiwskim, w rejonie kałuskim, nad Łomnicą. W 2001 roku liczyła 245 mieszkańców.

## Historia
Dawny przysiółek Babina, wydzielony z niego 9 listopada 1908 jako odrębna gmina.
W II Rzeczypospolitej miejscowość stanowiła początkowo samodzielną gminę jednostkową. 1 sierpnia 1934 roku w ramach reformy na podstawie ustawy scaleniowej została włączona do zbiorowej gminy wiejskiej Wojniłów w powiecie kałuskim, w województwie stanisławowskim. W 1921 roku gmina Babin Zarzeczny liczyła 494 mieszkańców (270 kobiet i 224 mężczyzn) i znajdowało się w niej 89 budynków mieszkalnych. 488 osób deklarowało narodowość ukraińską (rusińską), 4 – żydowską, 2 – polską. 488 osób deklarowało przynależność do wyznania greckokatolickiego, 4 – do mojżeszowego, 2 – do rzymskokatolickiego.
Według danych z 2001 roku 99,59% mieszkańców jako język ojczysty wskazało ukraiński, 0,41% – rosyjski.

## Dwór
Wybudowany w latach 1883-84 przez Marię z Szymanowskich Rozwadowską, przebudowany w 1925 r. przez Wincentego Rozwadowskiego.